# جيمي لويس (متركمج)
جيمي لويس (بالإنجليزية: Jimmy Lewis)‏ هو متركمج أمريكي، ولد في 9 فبراير 1951 في ماوي في الولايات المتحدة.